# Abraham Gottlob Werner
Pour les articles homonymes, voir Werner.

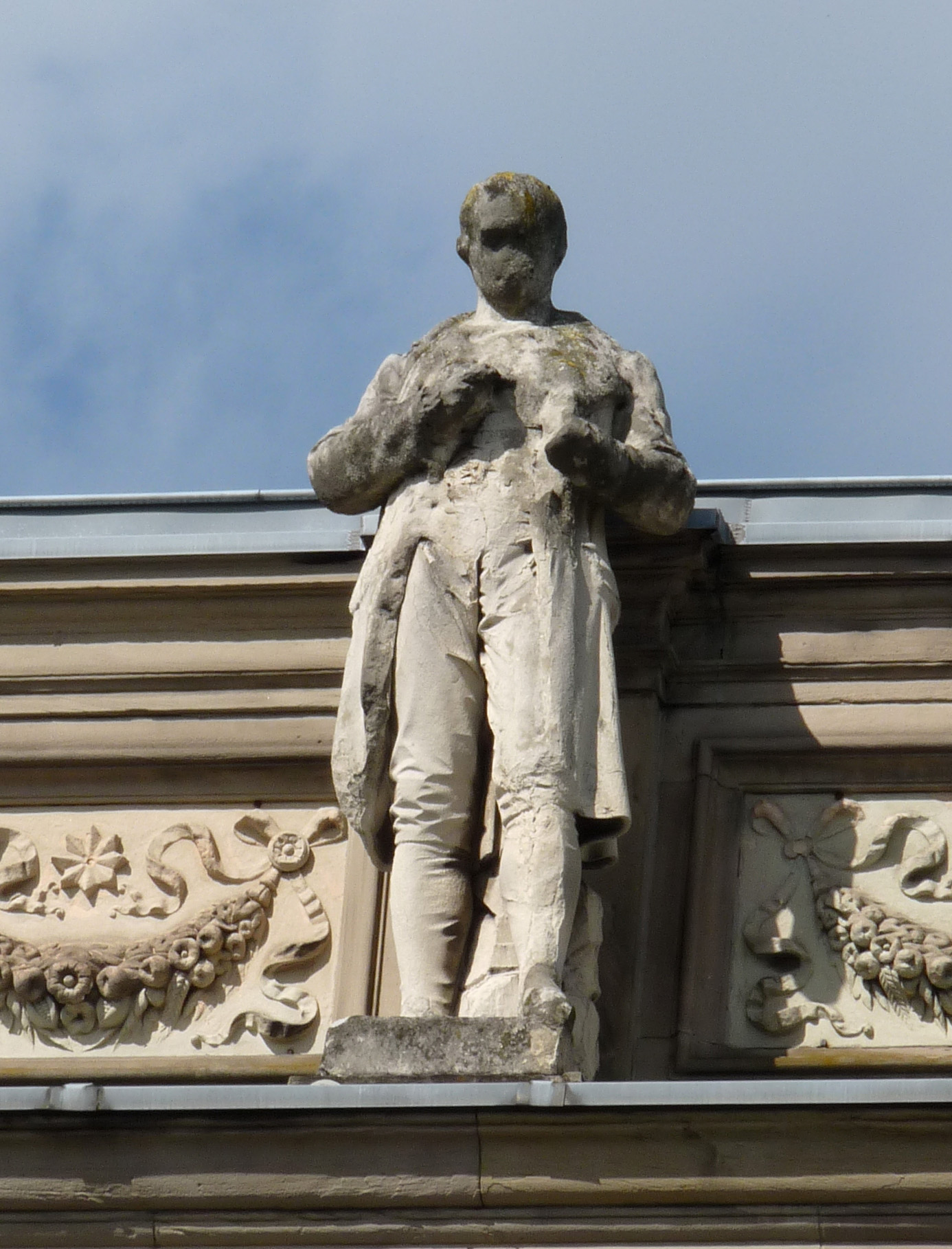
Statue de corniche du palais de l'université de Strasbourg, représentant un Werner rondouillard, mais défigurée par presque 130 années d'érosion et de pollution urbaine.

Abraham Gottlob Werner (25 septembre 1749 ou 1750 – 30 juin 1817), était un minéralogiste et un géologue saxon.
Ce minéralogiste d'origine saxonne, mais prussien d'adoption pendant son adolescence, établit les fondements de la géognosie puis défend une théorie sur la stratification de la formation de la Terre, en particulier de la croûte terrestre, connue sous le nom de neptunisme ; cette théorie essentialiste s'accordant plus tard avec le catastrophisme universitaire et/ou religieux est fondée sur la généralisation d'observations et de conceptions minières connues sur les dépôts en veines hydrothermales, où l'eau est cause de néoformation et de mobilité minérale dans l'esprit des anciens mineurs. Mais ces généralisations autant philosophiques que scientifiquement hasardeuses, objets de tant de louanges de la communauté scientifique universitaire dite neptuniste, furent de plus en plus controversées par les plutonistes avant de devenir complètement obsolètes par une meilleure connaissance des roches en fusion et des sites hydrothermaux.

## Biographie
Le fils d’Abraham David Werner, directeur de forges saxon, chargé de l'inspection comtale des mines et établissements métallurgiques et sidérurgiques du vaste secteur de Lorenzdorf, naquit à Wehrau, une ville de Haute Lusace alors en Basse Silésie prussienne et aujourd'hui en Pologne. Il connaît sa première instruction à l'école de l’orphelinat de Bunzlau. Il quitte l’école et rejoint se former en 1764 auprès de son père en tant que préposé à la comptabilité et à la gestion et technicien associé (Hüttenschreiber) dans ses établissements de forges.
Werner parfait sa formation à Freiberg et Leipzig, où il étudie le droit et la géologie minière. Il entre comme élève à l’école des mines ou Bergakademie de Freiberg en 1769. Il fréquente dès 1771 l’université de Lepzig pour suivre des cours de droit et quelques années plus tard y entame des études sur la philosophie et histoire naturelles, en particulier sous le professeur Johann Carl Gehler (de). Il est appelé au terme de sa formation minière et universitaire en 1775 par le professeur titulaire Carl Eugenius Pabst von Ohain (de) comme adjoint à sa chaire de minéralogie et inspecteur du cabinet des mines saxonnes de Freiberg. Sa carrière se poursuit ensuite comme professeur des mines et de minéralogie à la petite mais influente École des mines de Freiberg, une des premières écoles techniques fondée en 1765.
Avide collectionneur de minéraux dans sa jeunesse, il abandonna le travail de terrain par la suite. Il n’existe aucune preuve qu’il ait jamais voyagé au-delà de la Saxe de toute sa vie d’adulte. Malheureusement, Werner fut tourmenté toute sa vie par une santé fragile, et passa une existence tranquille dans les environs immédiats de Freiberg.
Il mourut à Dresde de complications internes dont on dit qu'elles avaient été causées par sa consternation face aux infortunes qui survinrent à la Saxe durant les guerres napoléoniennes. Un musée minéralogique lui fut dédié à l’École des mines de Freiberg.

## Vie scientifique et professorale
Il publie ses observations paléontologiques sous le titre Von den aüßerlichen Kennzeichen der Fossilien (Des caractéristiques externes des fossiles) en 1774. Dans cet ouvrage, Werner met au point un nuancier répertoriant les couleurs pour les minéraux qui sera repris et étendu aux végétaux et aux animaux par l'artiste écossais Patrick Syme (de) et dont l'ouvrage sera publié en 1814 sous le titre Werner's Nomenclature of Colours.
Werner classait les minéraux essentiellement d'après leurs caractères extérieurs, à l'exemple des fossiles, ne recourant qu'assez peu à la chimie. Il est l'auteur de plusieurs méthodes de classification pratique de minéraux. Ses thuriféraires ont souvent confondu le prestige du maître avec la qualité d'enseignement technique et pratique de l'école : ils louaient sa séparation magistrale de l'art du mineur de la minéralogie. 
Durant sa carrière, Werner publia très peu, mais sa renommée de professeur se répandit à travers l'Europe, attirant des étudiants qui devinrent ses disciples virtuels, et propagèrent ses interprétations à travers leurs pays d'origine, comme Robert Jameson qui devint professeur à Édimbourg et Andrés Manuel del Río qui découvrit le vanadium. Il est nommé associé étranger à l'académie des sciences de Paris.
Conférencier au style socratique, Werner développa une admiration pour les inférences et interrelations de la géologie chez ses étudiants qui offraient une audience enthousiaste et attentive.
Il enseigne l´oryctognosie et la géognosie de façon séparée. Il fonde la géognosie sur l'observation de la croûte du globe terrestre.
Werner était certainement un des minéralogistes les plus brillants de sa génération et l'homme le plus influent en histoire naturelle lors de la première partie de la révolution industrielle. Ses aptitudes extraordinaires de conférencier attirèrent des étudiants de toute l'Europe, qui retournaient ensuite dans leurs pays d'origine et appliquaient ses enseignements et concepts. 
Son autorité sur la géologie naissante, discipline encore fragile et constamment bafouée depuis son essor lointain avec Sténon, était incontestable. Seuls les chercheurs anglo-saxons le contestaient.[non neutre]
Ces applications fomentaient immédiatement le débat, particulièrement sur l'origine du basalte, et dont on fait communément référence comme la controverse Neptuniste-Plutoniste. Cette controverse fut le point focal d'une grande part de l'activité en géologie de la fin du XVIIIe siècle et du XIXe siècle.
Il a eu de nombreux élèves, futurs scientifiques prestigieux, dont Johann Breithaupt et Charles-Georges de Raumer, Léopold de Buch et Alexander von Humboldt. novalis (Friedrich von Hardenberg), le plus célèbre poète du premier romantisme allemand a suivi ses cours à Freiberg.
Le naturaliste brésilien Andrada e Silva en 1790 suivit ses leçons après Paris (Lavoisier, Fourcroy, Chaptal, Jussieu, Haüy) et Parme (Volta)  
Un de ses secrétaires fut le médecin et naturaliste Joseph Gautieri.

### Œuvre en Minéralogie
Une variété de scapolite connue sous le nom de wernerite a été nommée en son honneur.
On lui doit la description de plusieurs espèces minérales dont :
- albine (déclassée de variété, à synonyme d'apophyllite)
- anhydrite 1804
- augite 1792
- calamite (synonyme de trémolite)
- célestine en 1798
- chrysobéryl 1790
- Graphite
- kyanite 1789 (synonyme de disthène)
- Laumontite1805
- olivine
- praseum (synonyme de quartz prase)
- rutile en 1803
- torbernite en 1793
- vésuvianite en 1795
- yolithe ou iolite synonyme de cordiérite
- zoïsite en 1805

## Théorie géologique de Werner
Werner appliqua la superposition dans une classification similaire à celle de Johann Gottlob Lehmann (en). Il croyait que la Terre pouvait être divisée en cinq formations :
1. séries Primitives (Urgebirge) - roche ignée intrusives et métasédiments de haut rang considérés comme étant les premiers précipités issus de l'océan avant l'émergence des terres ;
2. séries de Transition (Übergangsgebirge) - plus indurées, calcaires, dykes, sills, et séquences épaisses de grauwackes qui auraient été les premiers dépôts de l'océan. Ceux-ci constituant des formations « universelles » s'étendant sans interruption autour du monde ;
3. Séries Secondaires ou Stratifiées (Flotz) - le reste des roches clairement stratifiées et fossilifères et certaines roches « pièges » associées. On pensait qu'elles représentaient l'émergence de montagnes de sous l'océan et étaient formées par le dépôt sur leurs flancs des produits issus de l'érosion ;
4. séries Alluviales ou Tertiaires (Aufgeschwemmte) - sables peu consolidés, graviers et argiles formés lors du retrait des continents par les océans ;
5. séries Volcaniques - épanchements plus jeunes de laves dont on peut montrer l'évidente association avec les cheminées volcaniques. Werner croyait que ces roches reflétaient les effets locaux de couches de charbon en combustion.

Le concept de base de la géologie de Werner réside en la croyance en un océan englobant tout, puis graduellement régressant jusqu'à sa situation actuelle tout en précipitant et déposant virtuellement toutes les roches et minéraux de la croûte terrestre. La mise en relief de cet océan initialement universel donna naissance au terme Neptunisme qui s'appliqua au concept et devint virtuellement synonyme de l'enseignement de Werner, bien que le concept soit né en France avec Jean-Étienne Guettard. Un océan universel mena directement à l'idée de formations universelles, ce que croyait Werner pouvait être reconnu sur les bases de la pétrologie et les lois de la superposition. Il forgea le terme géognosie (connaissance de la Terre) pour définir une science fondée sur la reconnaissance de l'ordre, de la position et des relations entre les couches formant la Terre. Werner croyait que la géognosie représentait des faits et non la théorie. Ils résistaient à la spéculation, et finalement la géognosie et le Neptunisme de Werner aboutirent à un dogme, cessant alors de contribuer à une plus grande compréhension de l'histoire de la Terre.

## Critiques de la Théorie Neptunienne
L'un des principaux points sur lequel le Neptunisme se concentra et provoqua une controverse quasi immédiate fut l'origine des basaltes. Les basaltes, en particulier sous forme de sills, se différenciaient des flux de lave de surface, et les deux n'étaient pas reconnus comme le même type de roches par Werner et ses étudiants à cette époque. Laves et volcans manifestement d'origine ignée étaient traités comme des phénomènes très récents et non reliés à l'océan universel qui forma les couches constituant la terre. Werner croyait que les volcans se produisaient seulement à proximité des couches de charbon. Les basaltes et wackes les recouvrant, brûlant et fondant, produisaient des basaltes et laves à des altitudes typiquement faibles. La présence de basaltes à plus haute altitude étaient une preuve, pour Werner, qu'ils étaient des précipités chimiques de l'océan.
Une seconde controverse entourant le Neptunisme concerna les problèmes volumétriques associés à l'océan universel. Comment pouvait-il rendre compte du recouvrement de la terre entière, puis de la contraction du volume de l'océan lors de l'émergence des montagnes primitives et transitoire, puis de la formation des dépôts secondaires et tertiaires ? Le déplacement d'un volume significatif d'eau vers l'intérieur de la terre a été proposé antérieurement par Strabon, mais ne fut pas adopté par Werner à cause de son association avec des hypothèses. Néanmoins, avec ses vues sur les basaltes, il ne crut manifestement pas que l'intérieur de la terre fût fondu. Werner semble avoir escamoté en grande partie la question. Il pensait qu'une partie de l'eau pouvait avoir été perdue dans l'espace par le passage de quelque corps céleste. Toutefois cette interprétation amenait la question reliée de l'explication du retour des eaux que reflétaient les roches secondaires.

## Galerie

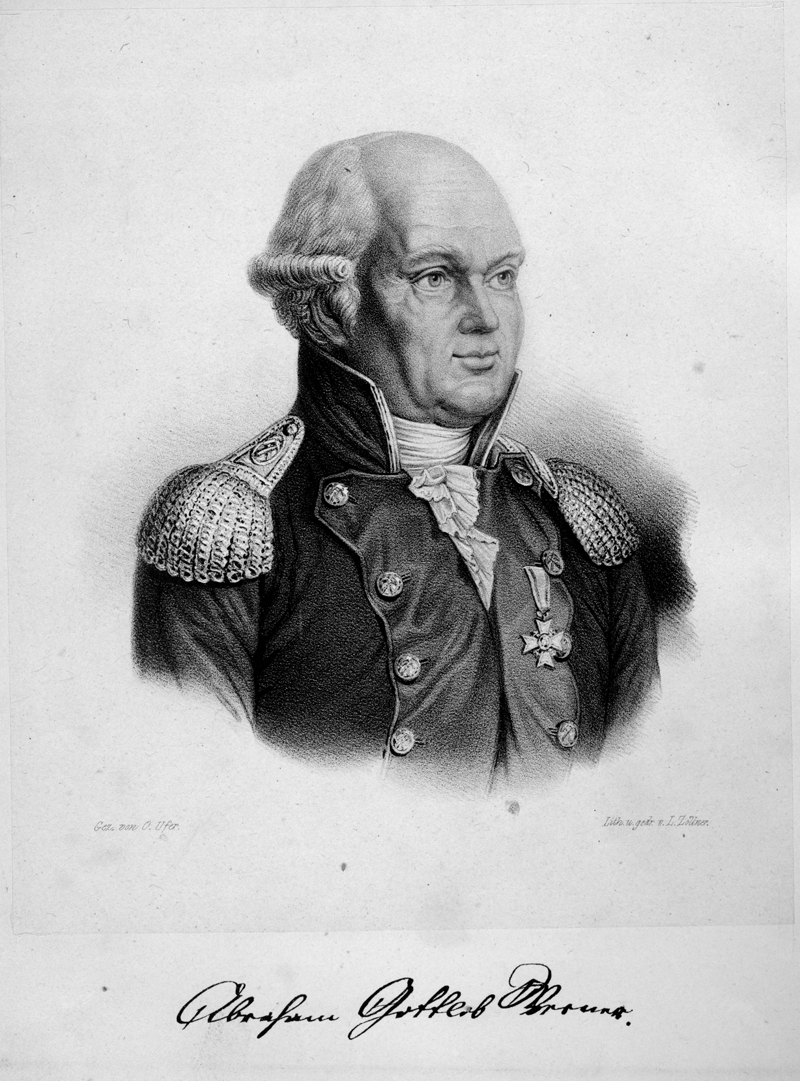
Portrait de A. G. Werner, fondateur de la minéralogie (lithographie de 1848).
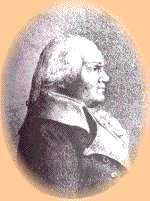
Profil du Herr professor Abraham Gottlob Werner.
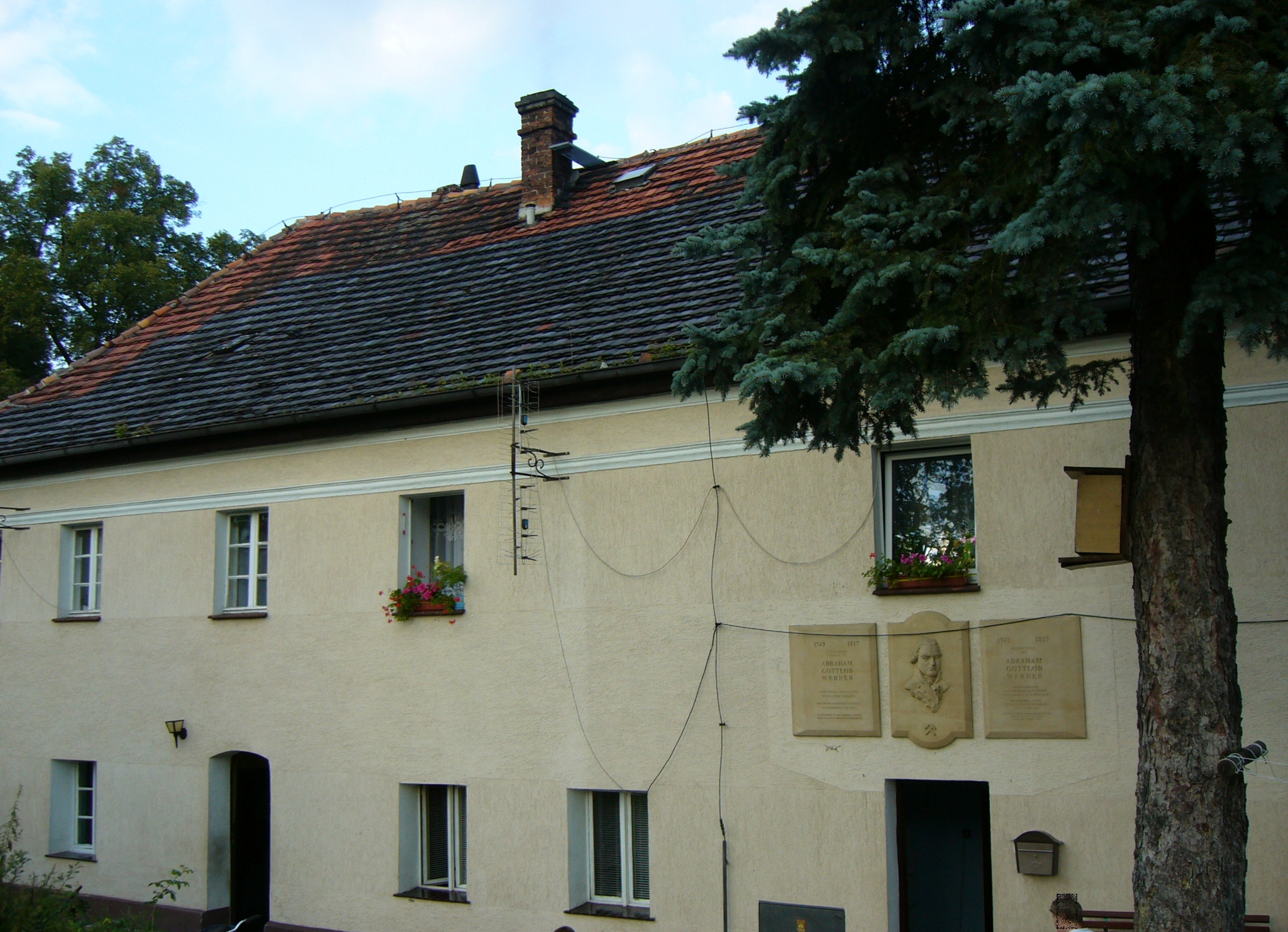
Maison natale à Wehrau.
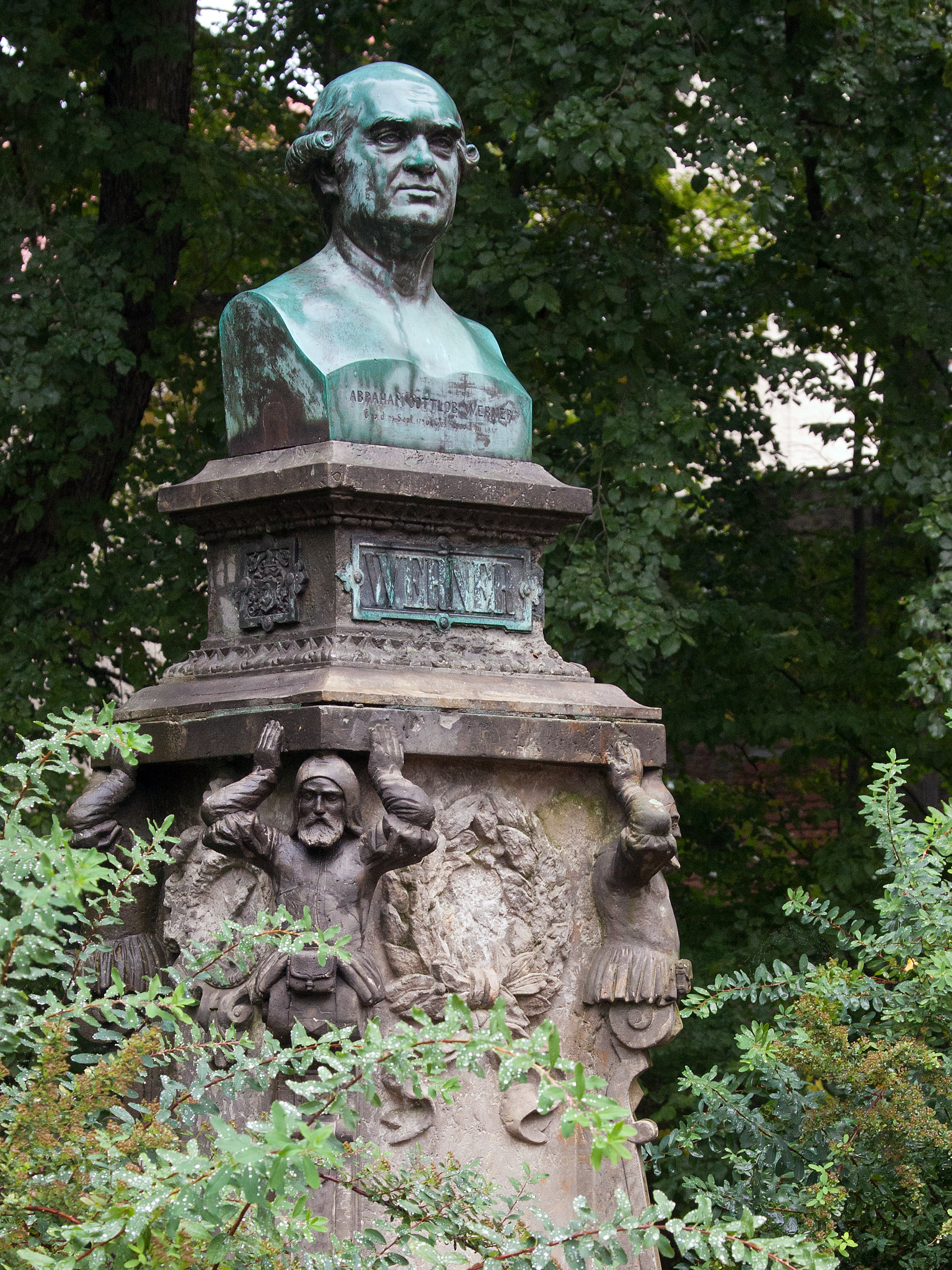
Sa statue dans le parc à Freiberg.
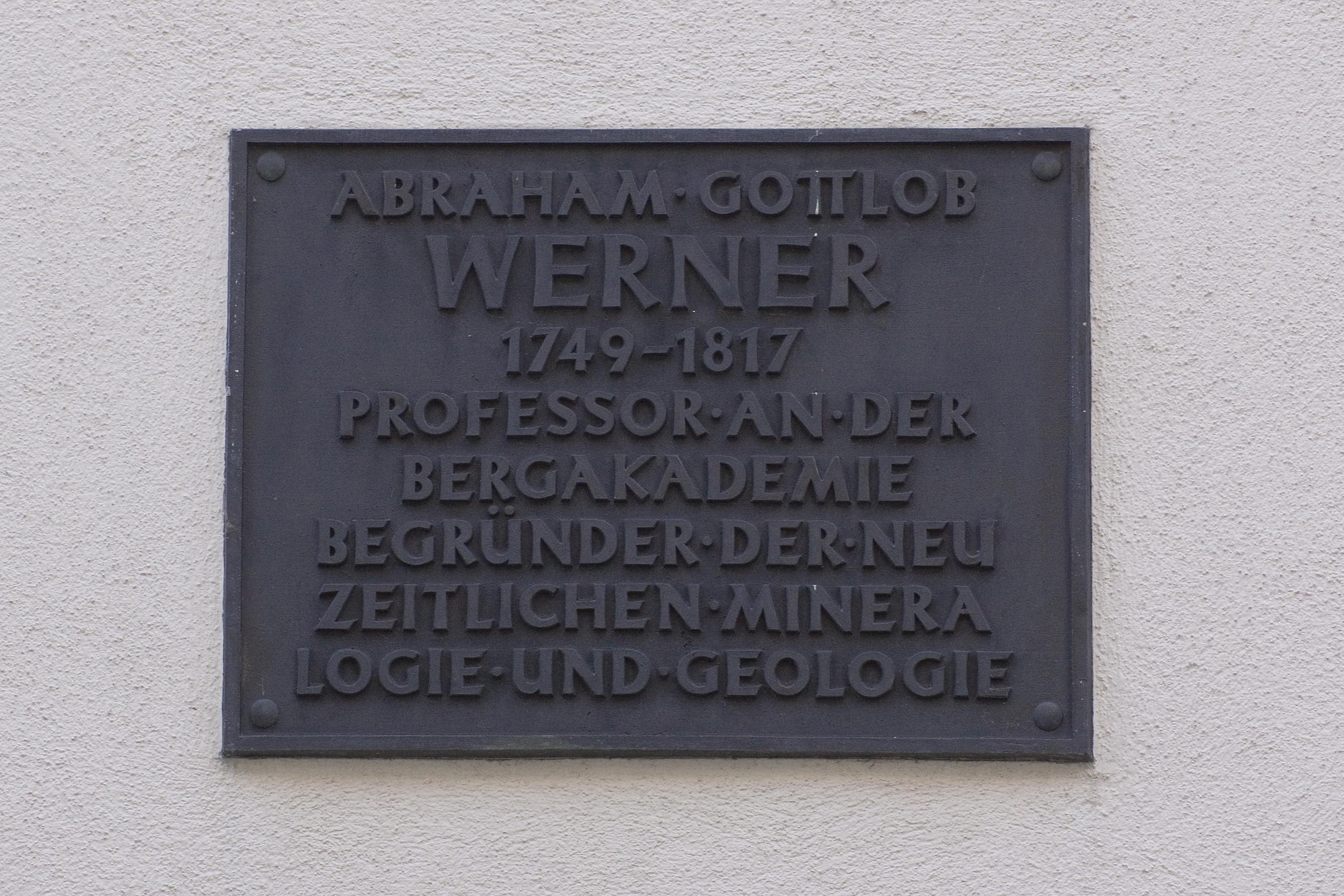
Plaque commémorative devant la Bergakademie à Freiberg, Akademiestraße avec l'inscription A.G. Werner, 1749-1817, professeur à la Bergakademie, fondateur de la minéralogie et de la géologie de notre temps (sic).
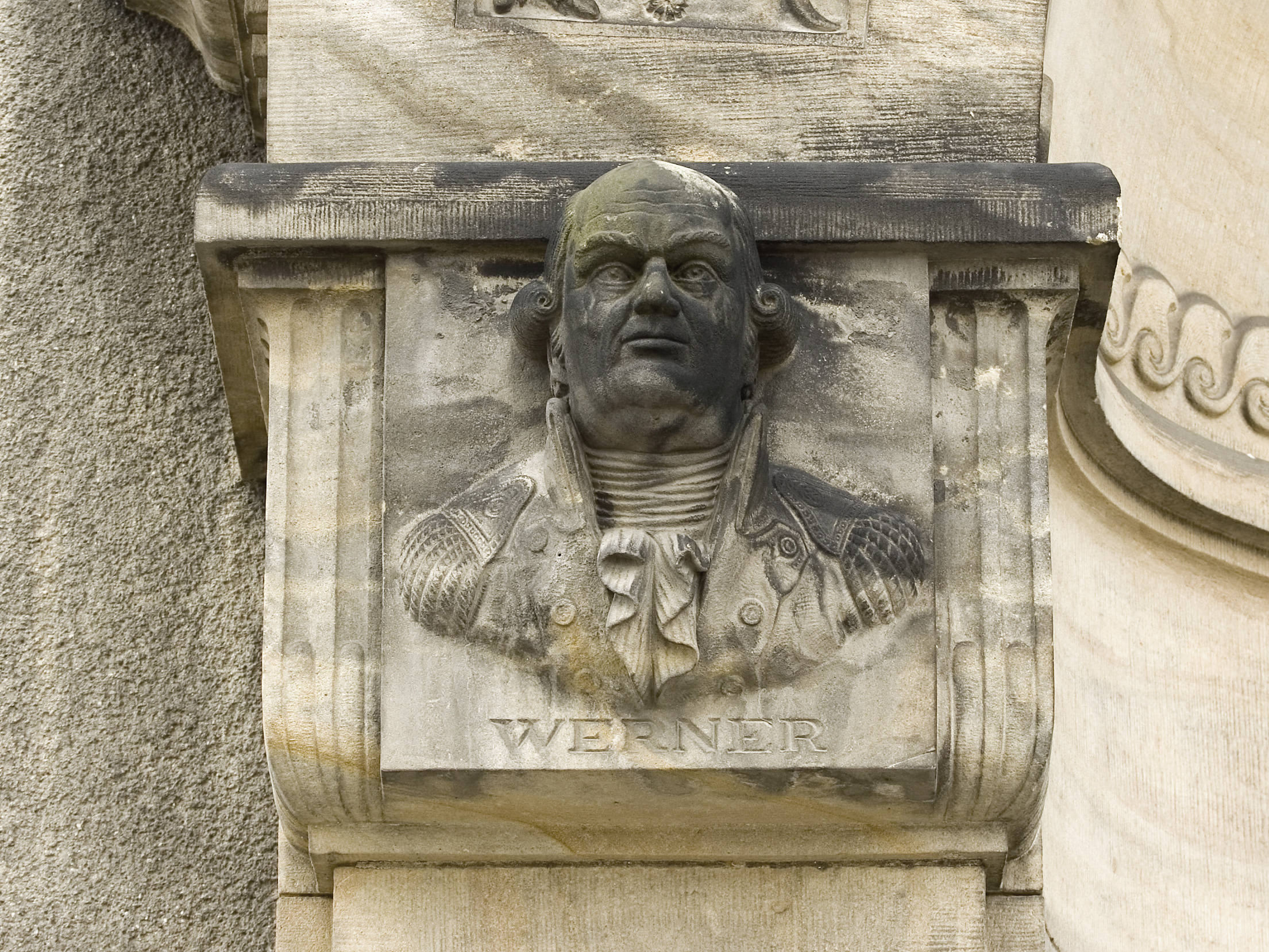
Représentation gravée en statuaire sur un pilastre du bâtiment Werner à Freiberg.
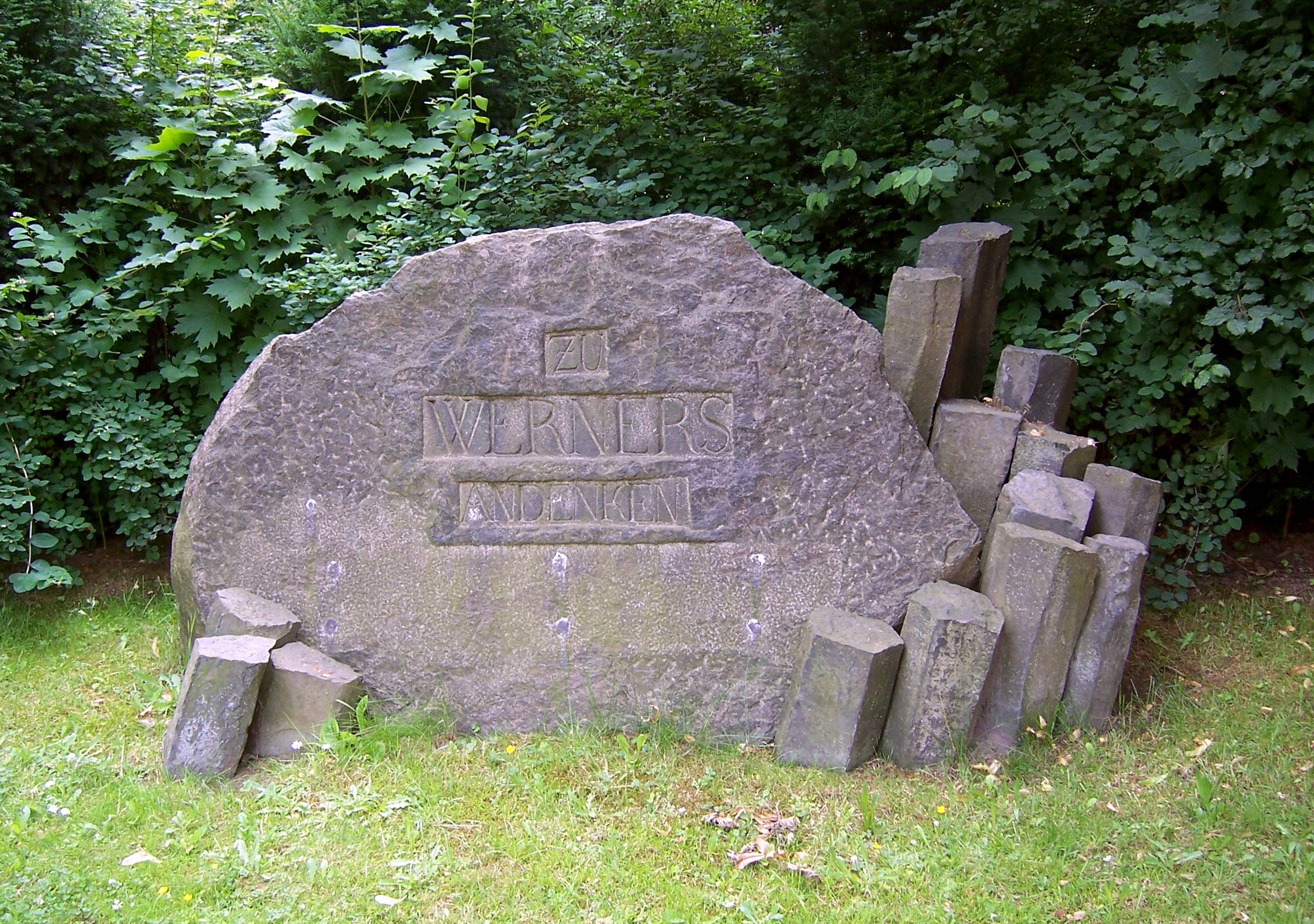
Pierre tombale au nouveau cimetière Saint Anne à Dresde.

### Œuvres en allemand
- Von den äusserlichen Kennzeichen der Fossilien, Leipzig 1774 (Digitalisat) (Digitalisat, pdf 15.2 MB)
- Kurze Klassifikation und Beschreibung der verschiedenen Gebirgsarten, Dresden 1787 (Digitalisat, pdf 16.7 MB; Modèle:DTAW)
- Bekanntmachung einer von ihm am Scheibenberger Huegel über die Entstehung des Basaltes gemachten Entdeckung, Freiberg 1788 (Digitalisat)
- Von den verschiedenen Graden der Festigkeit des Gesteins, als dem Hauptgrunde der Hauptverschiedenheiten der Häuerarbeiten, Freiberg 1788
- Versuch einer Erklärung der Entstehung der Vulkanen durch die Entzündung mächtiger Steinkohlenschichten, als ein Beytrag zu der Naturgeschichte des Basaltes, Zürich 1789 (Digitalisat)
- Neue Theorie von der Entstehung der Gänge mit Anwendung auf den Bergbau besonders den freibergischen, Freiberg 1791 (Digitalisat google book), (Digitalisat ETH)
- Ausführliches und systematisches Verzeichnis des Mineralien-Kabinets des weiland kurfürstlich sächsischen Berghauptmans Herrn Karl Eugen Pabst von Ohain, der Leipziger und St. Petersburger ökonomischen Gesellschaft Mitgliede, und der königlich sardinischen Gesellschaft der Wissenschaften zu Tur, Freiberg/Annaberg 1791 (Digitalisat)
- Oryktognosie oder Handbuch für die Liebhaber der Mineralogie, Leipzig 1792 (Digitalisat)

### Œuvres traduites en français
- Sur les caractères extérieures des fossiles, 1774; traduit par Mme. Guyton de Morveau, Paris, 1790.
- Classification et description des montagnes, 1787.
- Traité des caractères des minéraux, in octo, 1774, traduit par Picardet, Paris, 1790
- Nouvelle théorie des filons, avec son application à l'art d'exploiter les mines, 1791, traduit par Daubuisson, Paris, 1803.